# Elliot Knight
Elliot Knight (Birmingham, Midlands Occidentals, 10 de juliol de 1990) és un actor anglès, conegut per interpretar a Aiden Walker a How to Get Away with Murder i al Merlí a Once Upon a Time.

## Biografia
És fill de Stuart i Lorna Knight, ambdós professors.
Fou alumne a l'Escola King Edward VI Aston abans d'estudiar a la Manchester Metropolitan School of Theatre, on es va graduar el 2011.

## Filmografia principal
| Any  | Títol                       | Personatge       | Notes                             |
| ---- | --------------------------- | ---------------- | --------------------------------- |
| 2012 | Sinbad                      | Sinbad           | sèrie de TV; elenc principal      |
| 2013 | Law & Order: UK             | Neil Jenkins     | sèrie de TV; 1 episodi            |
| 2013 | By Any Means                | Charlie O' Brien | sèrie de TV; elenc principal      |
| 2014 | Take Down                   | Marsac           | pel·lícula                        |
| 2014 | How to Get Away with Murder | Aiden Walker     | sèrie de TV; 2 episodis           |
| 2015 | Once Upon a Time            | Merlí            | sèrie de TV; personatge recurrent |